# Облога Константинополя (1394—1402)
Обло́га Константино́поля — перша облога, здійснена османськими військами столиці  Візантії в 1394—1402 роках. Фактично складалася з декількох кампаній: 1394—1396, 1397—1398, 1400—1402 років.

## Передумови
Протягом 1380-х років османський султан Баязід I Блискавичний підкорив усю західну частину Малої Азії, а інші малоазійські бейлики визнали васальну залежність від Османської імперії.
До 1393 року було підкорено усю Болгарію, Македонію та Фессалію, а також Північну Грецію. В результаті Візантійська імперія з суходолу опинилася відрізаною від інших християнських держав. Осман також контролювали фортеці на узбережжі Геллеспонту і Мармурового моря. За цих обставин перед султаном постала необхідність захоплення Константинополя, що мав би поєднати балканські і азійські володіння Османів. До того ж столиця Візантії було великим містом й важливим політико-економічним центром.

## Перебіг подій
1394 року за наказом Баязида I османські війська блокували Константинополь. Втім він не мав достатньо потужного флоту, щоб здійснити облогу з моря. Через розміри міста на ці дії султан відволік чималі сили. Цим вирішили скористатися європейські держави на чолі із Сигізмундом Люксембургом, королем Угорщини, якого підтримали бургундці, французи і англійці. До того в збережжі Константинополя були зацікавлені венеційці і генуезці, який через Босфор мали змогу здійснювати торгівлю здержавами Азово-Чорноморського узбережжя, насамперед Золотою Ордою і Грузією.
Проти Османської імперії виступило потужне хрестоносне військо. За цих обставин Баязид I вимушен був фактично зняти облогу Константинополя, залишивши невелички загони. Тому більшість сучасних турецьких істориків розглядає цей період як окрему облогу Константинополя.
Лише після перемоги над хрестоносцями у битві при Нікополі 1396 року, османський султан вирішив поновити облогу візантійської столиці. Повноцінна блокада почалася 1397 року. На допомогу візантійцям прибуло 600 французьких лицарів та 8 венеційських військових суден.
Невзмозі захопити місто, 1398 року султан погодився укласти перемир'я з візантійським імператором Мануїлом II, який визнав себе васалом та зобов'язався сплачувати щорічну данину в 10 тис. золотих дукатів.
1400 року Баязид I знову спробував захопити Константинополя, проте без успіху. Фактично здійснював блокаду міста до 1402 року, коли отримав звістку про вторгнення до Малої Азії чагатайського аміра Тимура.